# John William Strutt
Báró John William Strutt, III. Lord Rayleigh (ejtsd: /reɪli/, [réjli], Lanford Grove, Essex, 1842. november 12. – Essex, 1919. június 30.) angol fizikus, aki William Ramsay-vel közösen felfedezte az argont, majd munkájuk folytatásával Lord Rayleigh elnyerte az 1904-es fizikai Nobel-díjat (Sir Ramsay pedig ugyanazon évben a kémiai Nobel-díjat).

## Életpályája
John William Strutt Essex grófságban Lanford Grove-ban született. Gyerekkorában gyenge fizikuma, törékeny egészségi állapota miatt sokat szenvedett. 
Tanulmányait a Harrow Iskolában kezdte, majd 1861-ben Cambridge-ben a Trinity College-ban kezdett el matematikát tanulni, és itt szerzett BA képesítést 1865-ben. Az MA megszerzése után 1868-ban visszament a családi birtokra Terlingtonba, ahol egy istállóból átalakított laboratóriumban kezdett tudományos vizsgálatokba. Később megkapta a Trinity tagságot is. Ezt a posztját egészen 1871-ig, Evelyn Balfour, James Maitland Balfour lányával való házasságkötéséig megtartotta. Három gyermekük született. Amikor 1873-ban apja, John Strutt, II. Báró Rayleigh meghalt, címét ő örökölte tovább.
Lord Rayleigh korának elismert, nagy tekintélyű tudósa volt. Másodikként kapta meg a William Cavendish által 1871-ben alapított Henry Cavendish emlékének szentelt Cavendish Professzor-i címet, ami a Cambridge-i Egyetemen kívül a híres kutatólaboratórium, a Cavendish Laboratórium vezető professzori megbízatását is jelenti egyben. Ezt elsőként James Clerk Maxwell kapta, majd 1879-1884 között Rayleigh töltötte be ezt a posztot, utána J. J. Thomson, majd Ernest Rutherford következett. 
Lord Rayleigh-t 1873. június 12-én beválasztották a Royal Societyba, aminek 1905-től 1908-ig ő volt az elnöke.
1919. június 30-án halt meg Withamben, Essexben. Több Hold- és Mars-krátert is elneveztek róla.

## Tudományos eredményei
Szerteágazó tudományos érdeklődése révén, többek között foglalkozott folyadékok felületi feszültségével, viszkozitásával, akusztikával, elektromossággal, fotográfiával, optikával. Járatos volt mind a kísérleti, mind az elméleti fizika módszereiben, és a matematikai témákban is. Kísérleteiben sokszor nagyon egyszerű eszközökből felépített saját készítésű berendezéseket használt, és a kapott eredményeket gondos matematikai elemzésnek vetette alá.

### Rayleigh-szórás
A ma Rayleigh-szórásnak nevezett jelenség, akkor lép fel, ha a fény a hullámhosszánál jóval kisebb méretű részecskéken szóródik, a mérethatár nagyjából a hullámhossz tizede. A klasszikus elektrodinamika segítségével leírható jelenség egyfajta rugalmas szórásnak felel meg. A Rayleigh-szórással magyarázható az ég kék színe is.

### Rayleigh-hullámok
Foglalkozott a rugalmas szilárd testek felszínén terjedő felszíni hullámokkal. Az ilyen hullámokban mind a longitudinális, mind a transzverzális mozgáskomponensek előfordulnak, és a hullám amplitúdója a felszíntől mért távolsággal exponenciálisan csökken. A róla elnevezett Rayleigh-hullámoknak fontos szerepe van a földrengéshullámok terjedésében, bizonyos elektronikai eszközök működésében, és a nem destruktív anyagvizsgálati módszerként alkalmazott nagyfrekvenciájú ultrahangos diagnosztikában is.

### Rayleigh–Jeans-törvény
James Jeans angol fizikussal az ekvipartíció-tételéből vezette le a hőmérsékleti sugárzás spektrális emisszióképességét leíró törvényt. Az emisszióképesség hullámhossz-, illetve frekvenciafüggését leíró – a klasszikus fizika elméletén alapuló – analitikus függvény azonban csak a nagyobb hullámhosszakon, azaz az alacsony frekvenciatartományon írta le jól a kísérletileg meghatározott függvényt. 

### Rayleigh-kritérium
A fény hullámhosszával összemérhető méretű akadályon bekövetkező elhajlás miatt az optikai leképezések során egy pont képe nem pont, hanem egy folt, egy korong, ami korlátozza az optikai eszközök felbontását. Rayleigh feltétele szerint két pont akkor különböztethető meg egymástól, ha az elhajlási képükben a két maximum távolsága legalább annyi, hogy az egyik elhajlási maximuma a másik elhajlási minimumával esik egybe.

### Felületi feszültség és a molekulák méretének meghatározása
Felületi feszültséggel kapcsolatos kísérleteiben Rayleigh elsőként dolgozott ki módszert a molekulák méretének meghatározására. Az úgynevezett Rayleigh-féle olajcseppkísérletből az olajmolekula mérete 1,6 nm-nek adódott.
A folyadékok határfelületén létrejövő felületi feszültséggel kapcsolatos további eredményei az Agnes Pockels-el közösen végzett vizsgálatokból származtak. Agnes a Pockels-effektust felfedező Friedrich Carl Alwin Pockels német fizikus húga volt, akinek a tudományos eredményeit Rayleigh pártfogása előtt nem vették komolyan a tudós körök. Rayleigh közbenjárására jelenhetett meg Agnes munkája a Nature-ben. Az ő kísérleti berendezésének továbbfejlesztett változatát használta Irving Langmuir is, aki a felszínközeli molekulák tulajdonságainak vizsgálatáért 1932-ben kémiai Nobel-díjat kapott.

### Rayleigh-eloszlás
A fizikához szorosan kapcsolódóan komolyan foglalkozott matematikai, ezen belül valószínűségszámítási és statisztikai problémákkal is. Nevéhez fűződik az egyik folytonos valószínűségi eloszlásfüggvény, a Rayleigh-eloszlás felírása.

### Rayleigh-fading
A statisztikai problémákhoz tartozóan megalkotta egy jel terjedése közbeni gyengülésének statisztikai modelljét. A Rayleigh-fading a híradástechnikában ma is használt modell, mely szerint egy kommunikációs csatornán áthaladó jel amplitúdója a terjedés közben a Rayleig-eloszlást követve fog véletlenszerűen változni.

## Tudományos elismerései
- Royal-érem (1882)
- Matteucci-érem (1894)
- Copley-érem (1899)
- Fizikai Nobel-díj (1904)
- Rumford-érem (1914, 1920)